# Chomelia myrtifolia
Chomelia myrtifolia är en måreväxtart som beskrevs av Spencer Le Marchant Moore. Chomelia myrtifolia ingår i släktet Chomelia och familjen måreväxter. Inga underarter finns listade i Catalogue of Life.